# كارين وولف
كارين وولف (بالألمانية: Karin Wolff )‏ (و. 1959  م) هي سياسية ألمانية، ولدت في دارمشتات، هي عضوةٌ الاتحاد الديمقراطي المسيحي، شاركت في الانتخابات الرئاسية الألمانية 2012، والانتخابات الرئاسية الألمانية 2010، والانتخابات الرئاسية الألمانية 2004، والانتخابات الرئاسية الألمانية 2009، والانتخابات الرئاسية الألمانية 2017.

## مناصب
تولت منصب عضو البرلمان هسه.

## روابط خارجية
- كارين وولف على موقع مونزينجر (الألمانية)